# الکاج
الکاج (به لاتین: Allkaj) یک منطقهٔ مسکونی در آلبانی است که در شهرستان فیر واقع شده‌است.